# Dendronephthya mayi
Dendronephthya mayi is een zachte koraalsoort uit de familie Nephtheidae. De koraalsoort komt uit het geslacht Dendronephthya. Dendronephthya mayi werd in 1904 voor het eerst wetenschappelijk beschreven door Kükelthal. 